# Joaquim Monteiro Caminhoá
Joaquim Monteiro Caminhoá (Salvador, 21 de dezembro de 1836 — Rio de Janeiro, 28 de novembro de 1896) foi um médico, botânico e professor brasileiro.
Filho de Manuel José Caminhoá e irmão de Luiz Monteiro Caminhoá, doutorou-se em medicina pela Faculdade de Medicina da Bahia, em 1858. Ingressou Corpo de Saúde da Armada em 1859, de onde deixou o cargo para se tornar professor de Botânica e Zoologia Médica da Faculdade de Medicina do Rio de Janeiro. Publicou em 1877 a sua obra Elementos de Botânica Geral e Medicina, premiada pelo Governo Imperial.
Foi membro do Conselho do Imperador D.Pedro II, da Academia Nacional de Medicina e da Sociedade Velosiana de Ciências Naturais.
Foi bisavô materno de Carlos Lacerda, jornalista e político brasileiro.